# Paula Marosi
Paula Marosi, född 3 november 1936 i Budapest, död 4 mars 2022 i Budapest, var en ungersk fäktare. Marosi blev olympisk guldmedaljör i florett vid sommarspelen 1964 i Tokyo.